# Mary Frizzel
Mary Frizzel   (Nanaimo, 27 de gener de 1913 - North Vancouver, 12 d'octubre de 1972) va ser una atleta canadenca, especialista en la prova de 4×100 metres relleus en què va arribar a ser subcampiona olímpica l'any 1932.

## Carrera esportiva
En els jocs olímpics de Los Ángeles de 1932 va guanyar la medalla de plata en els 4x100 metres relleus, amb una marca de 47.0 segons, arribant després dels Estats Units (or també amb 47.0 segons), i per davant del Regne Unit (bronze amb 47.6 segons), sent les seves companyes d'equip: Mildred Fizzell, Lillian Palmer i Hilda Strike.